# パーティーはそのままに
「パーティーはそのままに」（原題 : I Don't Want to Spoil the Party）は、ビートルズの楽曲である。レノン＝マッカートニー名義となっているが、ジョン・レノンによって書かれた楽曲。1964年12月にイギリスで発売された4作目のイギリス盤公式オリジナル・アルバム『ビートルズ・フォー・セール』に収録されたのち、EP 『ビートルズ・フォー・セール・ナンバー・トゥー』にも収録された。
アメリカでは、シングル盤『エイト・デイズ・ア・ウィーク』のB面曲として発売されたのち、1965年にキャピトル・レコードから発売された『ビートルズVI』に収録された。シングルのB面曲ながら、Billboard Hot 100で最高位39位を記録した。日本でも1965年1月にシングル盤が発売され、B面には「みんないい娘」が収録された。

## 歌詞・レコーディング
歌詞は、疎外感と内面的な苦悩を歌ったもので、語り手がパーティに参加しているが、誘った彼女がパーティに来ないことから、パーティを台無しにしないためにその場を去ることを決めるという内容。本作についてレノンは「僕自身のすごく個人的な歌」と説明している。
「パーティーはそのままに」のレコーディングは、1964年9月29日にEMIレコーディング・スタジオで行われ、19テイク録音された中から最後のテイクがリリース版となった。ジョージ・ハリスンは、この楽曲においてカール・パーキンスを彷彿させるギターソロをグレッチ・テネシアンで演奏している。
低いハーモニー・パートを歌ったメンバーについて、音楽評論家によって異なった意見が出ている。イアン・マクドナルドはハリスン、ジョン・ウィンはレノンの歌唱法を真似たポール・マッカートニーとしていて、音楽学者のウォルター・エヴェレットはオーバー・ダビングによるレノンの二重唱としている。

## クレジット
※出典
- ジョン・レノン - リード・ボーカル（ヴァース）、ハーモニー・ボーカル（コーラス）、アコースティック・ギター（リズムギター）
- ポール・マッカートニー - ベース、ハーモニー・ボーカル（コーラス）
- ジョージ・ハリスン - リードギター、ハーモニー・ボーカル（ヴァース）
- リンゴ・スター - ドラム、タンバリン

## ロザンヌ・キャッシュによるカバー
ロザンヌ・キャッシュは、1989年2月に「パーティーはそのままに」のカバー・バージョンをシングル盤として発売した。このカバー・バージョンは、同月に発売されたコンピレーション・アルバム『ヒッツ1979年〜1989年』にも収録された。
キャッシュによるカバー・バージョンは、『ビルボード』誌が発表したHot Country Songsチャートで第1位を獲得した。なお、本作がキャッシュにとって最後の首位獲得作品となり、レノン＝マッカートニーの作品がカントリー・チャートにチャートインした唯一の例となった。

### チャート成績

#### 週間チャート
| チャート（1989年）                  | 最高位 |
| ----------------------------------- | ------ |
| カナダ カントリー・トラックス (RPM) | 1      |
| US Hot Country Songs (Billboard)    | 1      |

#### 年間チャート
| チャート（1989年）           | 順位 |
| ---------------------------- | ---- |
| Canada Country Tracks (RPM)  | 23   |
| US Country Songs (Billboard) | 16   |